# Brazilská futsalová reprezentace
Brazilská futsalová reprezentace reprezentuje Brazílii na mezinárodních turnajích, jako jsou mistrovství světa a mistrovství Jižní Ameriky. Získala 6 titulů mistrů světa a 11 titulů mistra Jižní Ameriky. Funguje pod záštitou federace Confederação Brasileira de Futebol de Salão (CBFS). První mezinárodní zápas odehrála v roce 1986, na turnaji FIFA skončilo poslední. V září 2016 jí ve světovém žebříčku patřilo 1. místo. 
V roce 2006 dosáhla na Lusofonských chrách své rekordní vítězství, Východní Timor porazila skórem 76:0, jde o nejvyšší vítězství ve futsalu.